# رسائل هتلر وملاحظاته
رسائل هتلر وملاحظاته هو كتاب من قبل فيرنر مازر. إنها مجموعة من المراسلات الشخصية لأدولف هتلر ورموزها الخاصة مع تعليقات من مازر. وهو يستنسخ صورًا فوتوغرافية للوثائق الأصلية المكتوبة بخط اليد، مع ترجمات منها، من سن 17 حتى وفاته. يزعم مازر أن الكتاب يلقي ضوءًا جديدًا على تطور فلسفة هتلر السياسية.
تم نشره لأول مرة باللغة الألمانية باسم Hitlers Briefe und Notizen: sein Weltbild in handschriftlichen Dokumenten في عام 1973. نشر هاينمان (لندن) ترجمة مُكيَّفة قليلاً (من تأليف أرنولد بوميرانس ) مؤلف من 390 صفحة في عام 1974،  ثم هاربر آند رو في الولايات المتحدة. أصدرت بانتام بوكس نسخة غلاف عادي في عام 1976.